# Редкодуб (Алексеевский район)
Редкодуб — хутор в Алексеевском районе (городском округе, с 2018) Белгородской области, входит в состав Иващенковского сельского поселения.

## Описание
Расположен в восточной части области, в 31 км к юго-востоку от районного центра, города Алексеевки. 
| 2002 | 2010 |
| ---- | ---- |
| 43   | ↘33  |

Улицы и переулки
| - ул. Подлесная |

## Интересные факты
В 1970-е годы в состав хутора Редкодуб был включен маленький хуторок Двороруб (к востоку от основного хутора), ранее отдельно входивший в перечень населенных пунктов тогдашнего Иващенковского сельского совета, но впоследствии загадочным образом из него исчезнувший. Возник он в начале двадцатого столетия, в годы столыпинских реформ, когда многие крестьяне получили возможность обрести землю и жить собственным двором, — перебравшись на выселки. Жители по-прежнему местом своего жительства называют Двороруб.

## Известные люди
Петренко, Екатерина Семеновна (1927 — 1981) — передовик советского сельского хозяйства, Герой Социалистического Труда (1950).